# Lliga Primera FFCV 2023-24
La temporada 2023-24 de la Lliga Primera FFCV de fútbol corresponde a la primera edición de este campeonato que ocupa el séptimo nivel en el sistema de ligas de fútbol de España en la Comunidad Valenciana. Comenzó el 9 de septiembre de 2023 y finalizó el 19 de mayo de 2024. Posteriormente, a partir del 25 de mayo se disputó la promoción de ascenso a la Lliga Comunitat.

## Sistema de competición
La liga consiste en 64 equipos distribuidos por proximidad geográfica en cuatro grupos de 16 equipos cada uno. Al término de la temporada, los campeones ascienden a Lliga Comunitat de forma directa, a los que se unirán los dos vencedores de la promoción de ascenso, disputada por los subcampeones. Descienden a Lliga Segona FFCV los tres últimos clasificados de cada grupo.

## Clasificaciones

### Grupo 1
| Pos. | Equipo                           | Pts. | PJ | G  | E  | P  | GF | GC | Dif. |                                        |
| ---- | -------------------------------- | ---- | -- | -- | -- | -- | -- | -- | ---- | -------------------------------------- |
| 1    | Odisea F. C.                     | 57   | 30 | 16 | 9  | 5  | 47 | 25 | +22  | Ascenso a Lliga Comunitat              |
| 2    | Paterna C. F.                    | 56   | 30 | 16 | 8  | 6  | 52 | 31 | +21  | Promoción de ascenso a Lliga Comunitat |
| 3    | C. F. Mare Nostrum               | 51   | 30 | 14 | 9  | 7  | 48 | 29 | +19  |                                        |
| 4    | C. D. Benicarló                  | 47   | 30 | 13 | 8  | 9  | 58 | 42 | +16  |                                        |
| 5    | C. F. Albuixech                  | 45   | 30 | 13 | 6  | 11 | 43 | 43 | 0    |                                        |
| 6    | Moncofa F. C.                    | 44   | 30 | 13 | 5  | 12 | 48 | 41 | +7   |                                        |
| 7    | C. D. Roda "B"                   | 43   | 30 | 12 | 7  | 11 | 45 | 41 | +4   |                                        |
| 8    | Vinaròs C. F.                    | 42   | 30 | 12 | 6  | 12 | 53 | 59 | −6   |                                        |
| 9    | C. D. Cabanes                    | 40   | 30 | 11 | 7  | 12 | 43 | 46 | −3   |                                        |
| 10   | C. F. Atlètic Quart de les Valls | 39   | 30 | 11 | 6  | 13 | 59 | 49 | +10  |                                        |
| 11   | C. F. Nules                      | 37   | 30 | 10 | 7  | 13 | 34 | 54 | −20  |                                        |
| 12   | C. F. San Pedro                  | 37   | 30 | 9  | 10 | 11 | 35 | 42 | −7   |                                        |
| 13   | C. F. Alcalà                     | 36   | 30 | 10 | 6  | 14 | 61 | 51 | +10  |                                        |
| 14   | C. D. Els Ibarsos                | 34   | 30 | 9  | 7  | 14 | 39 | 60 | −21  | Descenso a Lliga Segona FFCV           |
| 15   | Tavernes Blanques C. F.          | 30   | 30 | 8  | 6  | 16 | 40 | 61 | −21  | Descenso a Lliga Segona FFCV           |
| 16   | U. D. Puçol                      | 26   | 30 | 7  | 5  | 18 | 50 | 81 | −31  | Descenso a Lliga Segona FFCV           |

Actualizado a los partidos jugados el 18 de mayo de 2024.
 Fuente: FFCV

### Grupo 2
| Pos. | Equipo                                   | Pts. | PJ | G  | E | P  | GF | GC | Dif. |                                        |
| ---- | ---------------------------------------- | ---- | -- | -- | - | -- | -- | -- | ---- | -------------------------------------- |
| 1    | U. D. Quart de Poblet                    | 66   | 30 | 20 | 6 | 4  | 49 | 18 | +31  | Ascenso a Lliga Comunitat              |
| 2    | U. D. Paterna                            | 51   | 30 | 14 | 9 | 7  | 62 | 47 | +15  | Promoción de ascenso a Lliga Comunitat |
| 3    | Mislata C. F.                            | 50   | 30 | 14 | 8 | 8  | 56 | 43 | +13  |                                        |
| 4    | C. F. Històrics de València              | 48   | 30 | 13 | 9 | 8  | 69 | 58 | +11  |                                        |
| 5    | C. F. Atlético Barrio La Luz - Xirivella | 47   | 30 | 15 | 2 | 13 | 46 | 44 | +2   |                                        |
| 6    | C. D. A. San Marcelino                   | 43   | 30 | 13 | 4 | 13 | 54 | 54 | 0    |                                        |
| 7    | C. D. Turís                              | 43   | 30 | 12 | 7 | 11 | 51 | 40 | +11  |                                        |
| 8    | Godella C. F.                            | 41   | 30 | 12 | 5 | 13 | 60 | 69 | −9   |                                        |
| 9    | C. F. Cracks                             | 38   | 30 | 10 | 8 | 12 | 44 | 47 | −3   |                                        |
| 10   | San Antonio de Benagéber C. F.           | 37   | 30 | 10 | 7 | 13 | 43 | 48 | −5   |                                        |
| 11   | C. F. Vilamarxant                        | 36   | 30 | 10 | 6 | 14 | 39 | 45 | −6   |                                        |
| 12   | Massanassa C. F.                         | 36   | 30 | 9  | 9 | 12 | 40 | 47 | −7   |                                        |
| 13   | Atlético Vallbonense                     | 36   | 30 | 9  | 9 | 12 | 39 | 44 | −5   |                                        |
| 14   | U. D. Bétera                             | 33   | 30 | 9  | 6 | 15 | 49 | 55 | −6   | Descenso a Lliga Segona FFCV           |
| 15   | Unió Benetússer-Favara C. F.             | 32   | 30 | 8  | 8 | 14 | 47 | 59 | −12  | Descenso a Lliga Segona FFCV           |
| 16   | Sporting Mislata U. F.                   | 28   | 30 | 7  | 7 | 16 | 33 | 61 | −28  | Descenso a Lliga Segona FFCV           |

Actualizado a los partidos jugados el 18 de mayo de 2024.
 Fuente: FFCV

### Grupo 3
| Pos. | Equipo                     | Pts. | PJ | G  | E  | P  | GF | GC | Dif. |                                        |
| ---- | -------------------------- | ---- | -- | -- | -- | -- | -- | -- | ---- | -------------------------------------- |
| 1    | U. D. Carcaixent           | 63   | 30 | 17 | 12 | 1  | 59 | 21 | +38  | Ascenso a Lliga Comunitat              |
| 2    | Benigànim C. F.            | 52   | 30 | 15 | 7  | 8  | 41 | 18 | +23  | Promoción de ascenso a Lliga Comunitat |
| 3    | C. E. Alberic              | 52   | 30 | 14 | 10 | 6  | 49 | 32 | +17  |                                        |
| 4    | E. F. C. F. Promeses Sueca | 51   | 30 | 14 | 9  | 7  | 38 | 24 | +14  |                                        |
| 5    | Ràcing d'Algemesí C. F.    | 48   | 30 | 14 | 6  | 10 | 39 | 32 | +7   |                                        |
| 6    | Muro C. F.                 | 47   | 30 | 14 | 5  | 11 | 47 | 40 | +7   |                                        |
| 7    | C. E. La Font d'en Carròs  | 46   | 30 | 13 | 7  | 10 | 44 | 44 | 0    |                                        |
| 8    | Algemesí C. F.             | 46   | 30 | 14 | 4  | 12 | 59 | 47 | +12  |                                        |
| 9    | C. D. E. B. Ontinyent      | 39   | 30 | 10 | 9  | 11 | 36 | 37 | −1   |                                        |
| 10   | U. E. La Mancomunitat      | 38   | 30 | 9  | 11 | 10 | 48 | 45 | +3   |                                        |
| 11   | C. D. Contestano           | 38   | 30 | 8  | 14 | 8  | 55 | 45 | +10  |                                        |
| 12   | Pego C. F.                 | 35   | 30 | 10 | 5  | 15 | 40 | 64 | −24  |                                        |
| 13   | U. D. Canals               | 34   | 30 | 9  | 7  | 14 | 36 | 48 | −12  |                                        |
| 14   | C. F. Cullera              | 34   | 30 | 10 | 4  | 16 | 37 | 42 | −5   | Descenso a Lliga Segona FFCV           |
| 15   | S. I. A. Academy           | 27   | 30 | 7  | 6  | 17 | 31 | 44 | −13  | Descenso a Lliga Segona FFCV           |
| 16   | U. D. Alginet              | 11   | 30 | 3  | 2  | 25 | 19 | 96 | −77  | Descenso a Lliga Segona FFCV           |

Actualizado a los partidos jugados el 18 de mayo de 2024.
 Fuente: FFCV

### Grupo 4
| Pos. | Equipo                          | Pts. | PJ | G  | E  | P  | GF | GC | Dif. |                                           |
| ---- | ------------------------------- | ---- | -- | -- | -- | -- | -- | -- | ---- | ----------------------------------------- |
| 1    | S. C. Torrevieja C. F.          | 63   | 30 | 18 | 9  | 3  | 64 | 32 | +32  | Ascenso a Lliga Comunitat                 |
| 2    | Novelda U. D. C. F.             | 59   | 30 | 18 | 5  | 7  | 50 | 30 | +20  | Promoción de ascenso a Lliga Comunitat    |
| 3    | C. D. Murada                    | 57   | 30 | 16 | 9  | 5  | 53 | 31 | +22  |                                           |
| 4    | C. D. Almoradí                  | 48   | 30 | 13 | 9  | 8  | 53 | 40 | +13  |                                           |
| 5    | Novelda C. F.                   | 48   | 30 | 13 | 9  | 8  | 61 | 53 | +8   |                                           |
| 6    | Benferri C. F.                  | 45   | 30 | 12 | 9  | 9  | 45 | 40 | +5   |                                           |
| 7    | C. D. El Campello               | 44   | 30 | 13 | 5  | 12 | 42 | 43 | −1   |                                           |
| 8    | Atlético de Catral C. F.        | 43   | 30 | 12 | 7  | 11 | 52 | 52 | 0    |                                           |
| 9    | Villena C. F.                   | 38   | 30 | 11 | 5  | 14 | 59 | 65 | −6   |                                           |
| 10   | Mutxamel C. F.                  | 37   | 30 | 9  | 10 | 11 | 32 | 32 | 0    |                                           |
| 11   | Sporting de San Fulgencio C. F. | 37   | 30 | 9  | 10 | 11 | 30 | 34 | −4   |                                           |
| 12   | Villajoyosa C. F.               | 35   | 30 | 10 | 5  | 15 | 48 | 58 | −10  |                                           |
| 13   | Carrús U. D. Ilicitana C. F.    | 32   | 30 | 9  | 5  | 16 | 52 | 60 | −8   | Descenso por arrastre a Lliga Segona FFCV |
| 14   | C. D. Polop                     | 25   | 30 | 6  | 7  | 17 | 46 | 68 | −22  | Descenso a Lliga Segona FFCV              |
| 15   | Pinoso C. F.                    | 25   | 30 | 7  | 4  | 19 | 36 | 61 | −25  | Descenso a Lliga Segona FFCV              |
| 16   | U. E. Crevillent F. B.          | 25   | 30 | 5  | 10 | 15 | 23 | 47 | −24  | Descenso a Lliga Segona FFCV              |

Actualizado a los partidos jugados el 19 de mayo de 2024.
 Fuente: FFCV

## Promoción de ascenso a Lliga Comunitat
| Ida; 25 de mayo de 2024, 18:00 | Novelda U. D. C. F. | 0:0     | Paterna C. F. | La Magdalena, Novelda    |                          |
|                                |                     | Reporte |               | Árbitro(s): Ruiz Sánchez | Árbitro(s): Ruiz Sánchez |

| Vuelta; 2 de junio de 2024, 12:00 | Paterna C. F. | 0:1 (0:1) (Global 0:1) | Novelda U. D. C. F. | Gerardo Salvador, Paterna   |                             |
|                                   |               | Reporte                | Juan Ruano 19'      | Árbitro(s): Ortuño Meseguer | Árbitro(s): Ortuño Meseguer |

| Asciende Novelda U. D. C. F. |

| Ida; 26 de mayo de 2024, 18:30 | U. D. Paterna  | 1:2 (1:0) | Benigànim C. F.                    | Municipal Viña del Andaluz, Paterna |                            |
|                                | Joan Piles 15' | Reporte   | Kevin Llario 51' · Jordi Tormo 74' | Árbitro(s): Flores Illanes          | Árbitro(s): Flores Illanes |

| Vuelta; 2 de junio de 2024, 18:30 | Benigànim C. F.                                              | 3:0 (1:0) (Global 5:1) | U. D. Paterna | Municipal de Benigánim, Benigánim |                           |
|                                   | Kevin Llario 44' · Javier Balbastre 51' · Josep Moscardó 52' | Reporte                |               | Árbitro(s): Agulló Moreno         | Árbitro(s): Agulló Moreno |

| Asciende Benigànim C. F. El Paterna C. F. logrará el ascenso más tarde al ocupar una plaza vacante que dejó el C. F. La Nucía "B". |